# Convoy de la Libertad
El Convoy de la Libertad (en inglés: Freedom Convoy; en francés: Convoi de la Liberté) fueron una serie de protestas activas iniciadas por camioneros en Canadá contra los mandatos de vacunación y restricciones sanitarias en el país. El convoy fue iniciado contra los mandatos de vacunación para cruzar la frontera entre Canadá y Estados Unidos, pero más tarde evolucionó a una protesta contra las restricciones sanitarias de la pandemia de COVID-19 en general. Comenzando el 22 de enero, cientos de vehículos formaron convoyes desde distintos puntos y atravesaron las provincias canadienses antes de converger en Ottawa el 29 de enero de 2022, realizando una concentración en Parliament Hill. A los convoyes de vehículos se unieron miles de manifestantes a pie, iniciando una serie de manifestaciones que continuaron en las semanas sucesivas. Múltiples protestas paralelas bloquearon capitales provinciales y pasos fronterizos con Estados Unidos, causando importantes trastornos económicos.
Los manifestantes declararon que no cesarían las protestas hasta que se derogasen todos los mandatos y restricciones sanitarias del COVID-19. Las autoridades expresaron preocupación por el impacto económico de los bloqueos fronterizos. El 11 de febrero, el premier de Ontario Doug Ford declaró el estado de emergencia, introduciendo nuevas sanciones al bloqueo de rutas comerciales, autovías, aeropuertos, puertos, puentes y vías de ferrocarril. El primer ministro de Canadá Justin Trudeau y el presidente de los Estados Unidos Joe Biden se reunieron el 11 de febrero para discutir el fin de los bloqueos en la frontera. Entre el 12 y el 16 de febrero, los manifestantes abandonaron todos los bloqueos fronterizos ante la escalada por parte de las autoridades. El 23 de febrero, tras las actuaciones policiales, finalizaron las protestas en Ottawa.
El 14 de febrero, por primera vez en la historia de Canadá, el gobierno invocó el Emergencies Act para hacer frente a las protestas. Esto fue condenado por la Asociación Canadiense de Libertades Civiles, que consideró que "no se daban los requisitos necesarios" para aplicar la medida. El gobierno de Trudeau suspendió el debate parlamentario sobre la aplicación del acta previsto para el 18 de febrero, argumentando "circunstancias excepcionales". Ese día, la policía inició una operación a gran escala contra los manifestantes, arrestando a más de 100 personas y remolcando vehículos. Los organizadores del convoy Tamara Lich, Chris Barber y Pat King fueron arrestados.
En otoño de 2021, tanto Canadá como los Estados Unidos aprobaron exenciones a los requisitos de vacunación para cruzar la frontera entre ambos países, que permitían seguir circulando a los camioneros trasfronterizos, con el objetivo de evitar agravar la crisis de la cadena de suministro de 2021. Las exenciones para los camioneros canadienses terminaron el 15 de enero de 2022, y la exención del Departamento de Seguridad Nacional de los Estados Unidos terminó una semana después, el 22 de enero de 2022. De los 120.000 camioneros canadienses que cruzan la frontera con regularidad, en torno al 85% ya estaban vacunados en enero. Entre 12.000 y 16.000 de estos camioneros canadienses no vacunados no podrían continuar realizando rutas trasfronterizas, pero podrían continuar trabajando en rutas dentro de Canadá, ya que los mandatos no afectaban al transporte nacional.
El convoy ha sido condenado por grupos de la industria del transporte y sindicatos. La Alianza Canadiense de Camiones dijo que un gran número de manifestantes no tenía ninguna relación con el sector. Algunos manifestantes fueron vistos deshonrando el National War Memorial y la Tumba del Soldado Desconocido, y una estatua de Terry Fox fue profanada y después limpiada. Oficiales del gobierno han expresado su preocupación por la relación de algunos manifestantes con grupos de extrema derecha, incluyendo a los que promueven la violencia; y que algunos hayan pedido el derrocamiento del gobierno federal. Algunas fuentes han calificado las protestas como una ocupación o un asedio.

## Antecedentes y causas
Tanto Canadá como Estados Unidos permitieron a los camioneros transfronterizos no vacunados con una excepción de la nueva normativa COVID-19 implementada por ambos países en otoño de 2021 para evitar interrupciones en la cadena de suministro. Las exenciones para los camioneros canadienses terminaron el 15 de enero de 2022, y la exención del Departamento de Seguridad Nacional de los Estados Unidos terminó una semana después, el 22 de enero de 2022.
En octubre de 2021, el gobierno federal indicó que las provincias y territorios —que poseen los datos de vacunación— serían responsables de proporcionar a los canadienses el pasaporte de vacunación requerido para viajar al extranjero. Para 2022, todas las provincias y territorios habían implantado pasaportes de vacunación, que contenían el nombre completo de la persona, su fecha de nacimiento e información de vacunación (incluyendo el número de dosis, el tipo de vacuna y la fecha de administración).
Desde el 29 de octubre, haber recibido la vacuna es un requisito obligatorio para los empleados federales y aquellos de industrias reguladas por el gobierno federal, como la banca. Aquellos "sin pruebas, o exenciones por motivos médicos o religiosos", fueron suspendidos de empleo y sueldo. Desde el 30 de noviembre, el requisito de vacunación es obligatorio para viajar en avión, trenes de VIA Rail o cruceros, no siendo válida una prueba negativa de la enfermedad.
El 19 de noviembre, la Agencia de Salud Pública de Canadá anunció el requisito de vacunación para los trabajadores esenciales, incluyendo a los camioneros, a partir del 15 de enero de 2022. El comunicado clarificaba que los camioneros extranjeros sin la pauta de vacunación completa no podrían entrar al país a partir de esa fecha.
Por otro lado, el 22 de enero, Estados Unidos finalizó la exención de los requerimientos de vacunación para los camioneros no nacionales, lo que implicaba que los camioneros canadienses deberían presentar una prueba de vacunación para entrar en el país. La abolición de esta exención también fue criticada por su potencial para agravar la crisis de la cadena de suministro iniciada en 2021. La Asociación de Camioneros de Canadá estimó que el 85% de los 120.000 camioneros canadienses ya están vacunados contra el COVID-19, y que los mandatos podrían afectar a 26.000 de los 160.000 camioneros que cruzan con frecuencia la frontera entre Canadá y Estados Unidos.

## Cronología

### Trayecto del convoy
El primer convoy partió el 22 de enero desde Prince Rupert, Columbia Británica; llegando a Prince George por la tarde. Al día siguiente, otro convoy partió de Delta con simpatizantes reuniéndose en torno a la Autopista 1, de la Carretera Transcanadiense.

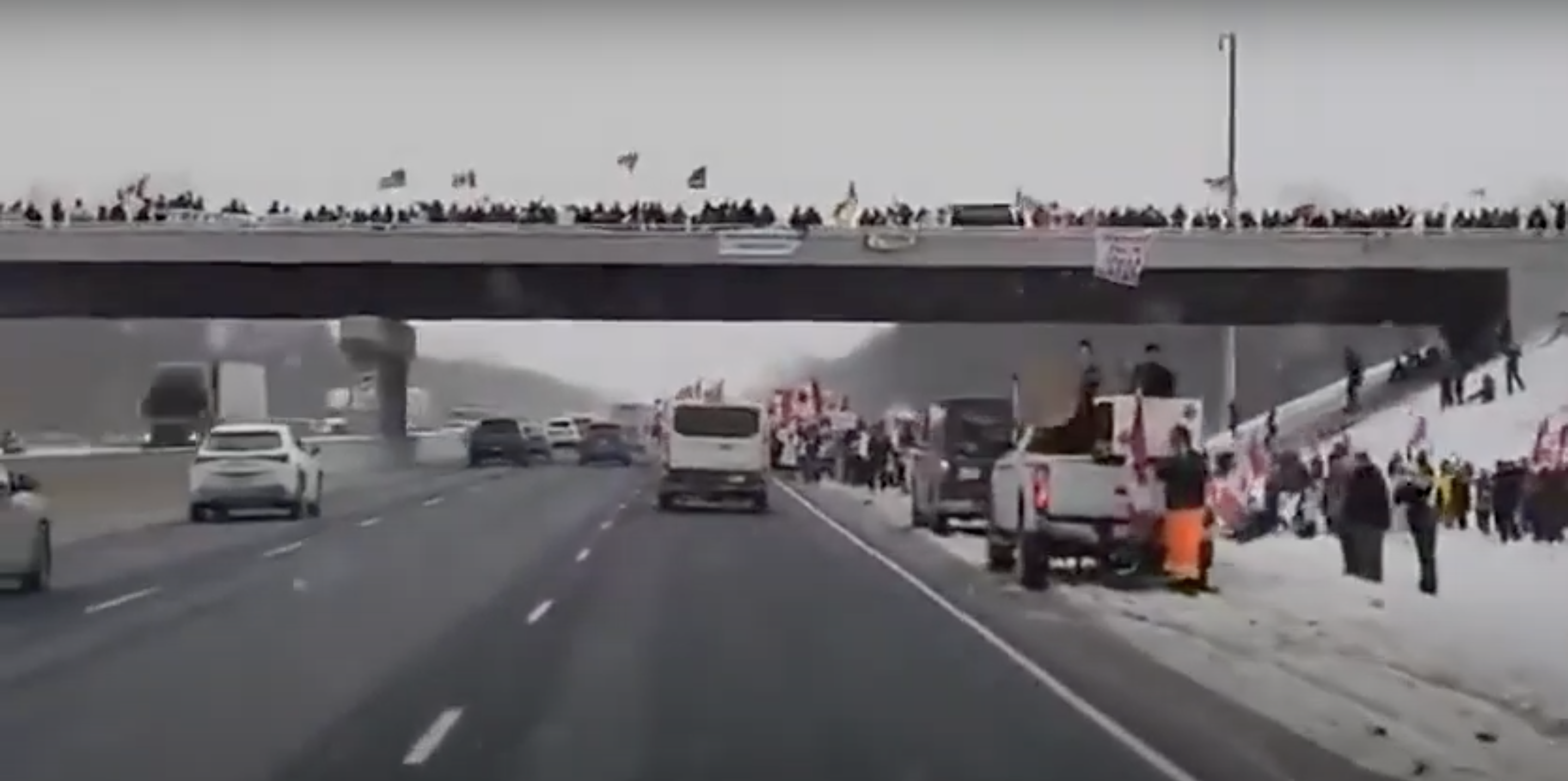
Manifestantes reunidos en torno a una autopista en apoyo del convoy

El 24 de enero, un convoy condujo a través de Regina, Saskatchewan y fue recibido por simpatizantes. Según la policía de Regina, unos 1.200 vehículos alcanzaron la ciudad. El 25 de enero, otro convoy pasó a través de Kenora, Ontario, donde la Policía Provincial de Ontario (OPP) en contacto con el convoy afirmó que entre 200 y 300 vehículos atravesarían Kenora. El convoy se desplazaba por tres rutas principales a través del país, planeando converger en Ottawa el fin de semana para protestar. El Servicio de Policía de Ottawa estimó que se juntarían unos 2.000 manifestantes en la ciudad el fin de semana.
El 26 de enero, la OPP estimó que unos 400 vehículos habían entrado en Ontario desde la frontera de Manitoba como parte del convoy en dirección al este. La policía de Kingston, Ontario estimó que unos 300 vehículos atravesarían Kingston.
El 27 de enero, el tiempo invernal provocó el cierre de una parte de la Autopista 17, la principal ruta de la Carretera Transcanadiense, en el norte de Ontario. Esto hizo que el convoy se dividiese, con parte de los camioneros continuando hacia Sault Ste. Marie (Ontario);  y otra parte desviándose hacia el norte por la Autopista 11, en dirección a Cochrane.
De forma paralela al convoy y las protestas de Ottawa, se produjeron manifestaciones en otras ciudades del país como Vancouver, Calgary, Toronto, Abbotsford, Edmonton, Victoria o Quebec. Los camioneros también bloquearon varios pasos fronterizos con Estados Unidos a lo largo del país.  Partiendo de varios puntos de Canadá, el convoy atravesó todas las provincias canadienses antes de converger en Ottawa el 29 de enero de 2022. Allí se produjo una manifestación en la Colina del Parlamento, con protestas que continuaron en las semanas sucesivas.
Los camioneros provenientes de las Provincias marítimas de Canadá planearon reunirse en Moncton antes de partir hacia Ottawa. En la mañana del 27 de enero, simpatizantes del convoy se manifestaron en Enfield, Nueva Escocia. Un grupo de camioneros cruzó el Puente de la Confederación desde la Isla del Príncipe Eduardo hacia Nuevo Brunswick. Otro grupo atravesó Fredericton por la tarde en dirección a Ottawa. El primer ministro Justin Trudeau decidió confinarse el 27 de enero tras afirmar haber estado en contacto con el COVID, antes de abandonar la capital y ser llevado a un lugar secreto por "motivos de seguridad".
Ese mismo día, un grupo del convoy atravesó el área metropolitana de Toronto, con un grupo de simpatizantes reuniéndose en Vaughan Mills. Al día siguiente, varios grupos recorrieron Quebec y atravesaron Montreal.
A lo largo del país, se produjeron numerosas manifestaciones de apoyo en torno a las autopistas por donde pasaba el convoy y los pasos a nivel sobre ellas. En respuesta a esto, el gobierno de Nueva Escocia aprobó legislación que prohibía las reuniones en torno a las carreteras de tránsito del convoy.
El primer fin de semana de protestas transcurrió de forma pacífica, sin incidentes ni heridos reportados. La policía local comunicó que no se produjo ningún arresto a lo largo de los primeros días de protestas.

### Protestas en Ottawa
El 28 de enero, un primer pequeño grupo de camiones, automóviles, tractores y otros vehículos llegó a Ottawa. La mayor parte del convoy llegó al día siguiente, cuando comenzaron una serie de manifestaciones y protestas.
El primer fin de semana de protestas transcurrió sin incidentes reportados. El jefe de la policía de Ottawa Peter Sloly confirmó que no habían tenido "ni heridos, ni fallecidos, ni disturbios en los últimos cuatro días en la capital" a pesar de haberse producido "una protesta nacional con decenas de miles de individuos".
El 29 de enero, los manifestantes colocaron una bandera de Canadá y carteles reivindicativos sobre la estatua de Terry Fox. Esto fue condenado por numerosos medios de comunicación, que consideraron que la estatua había sido "vandalizada" y "profanada". La estatua fue limpiada al día siguiente por manifestantes.
Durante el primer fin de semana de protestas, varios manifestantes profanaron el Monumento Conmemorativo de Guerra y la Tumba del Soldado Desconocido Canadiense. Los organizadores minimizaron la seriedad de los incidentes, declarando que "no son de nuestra gente".
El 31 de enero, los Paramédicos de Ottawa declararon que los manifestantes habían arrojado piedras a una ambulancia durante el fin de semana y habían llamado a los paramédicos con insultos racistas. Los paramédicos atendieron a 19 personas en el transcurso del fin de semana, la mayoría por intoxicación relacionada con el alcohol.
Las protestas continuaron a lo largo de la semana, provocando disrupciones en el centro de la ciudad y bloqueando el tráfico. Algunos residentes se quejaron de los niveles de ruido, amenazando con tomar acciones legales. Representantes del convoy afirmaron que estaban dispuestos a dejar de hacer sonar las bocinas de los camiones entre las 20:00 p. m. y las 8:00 a. m.

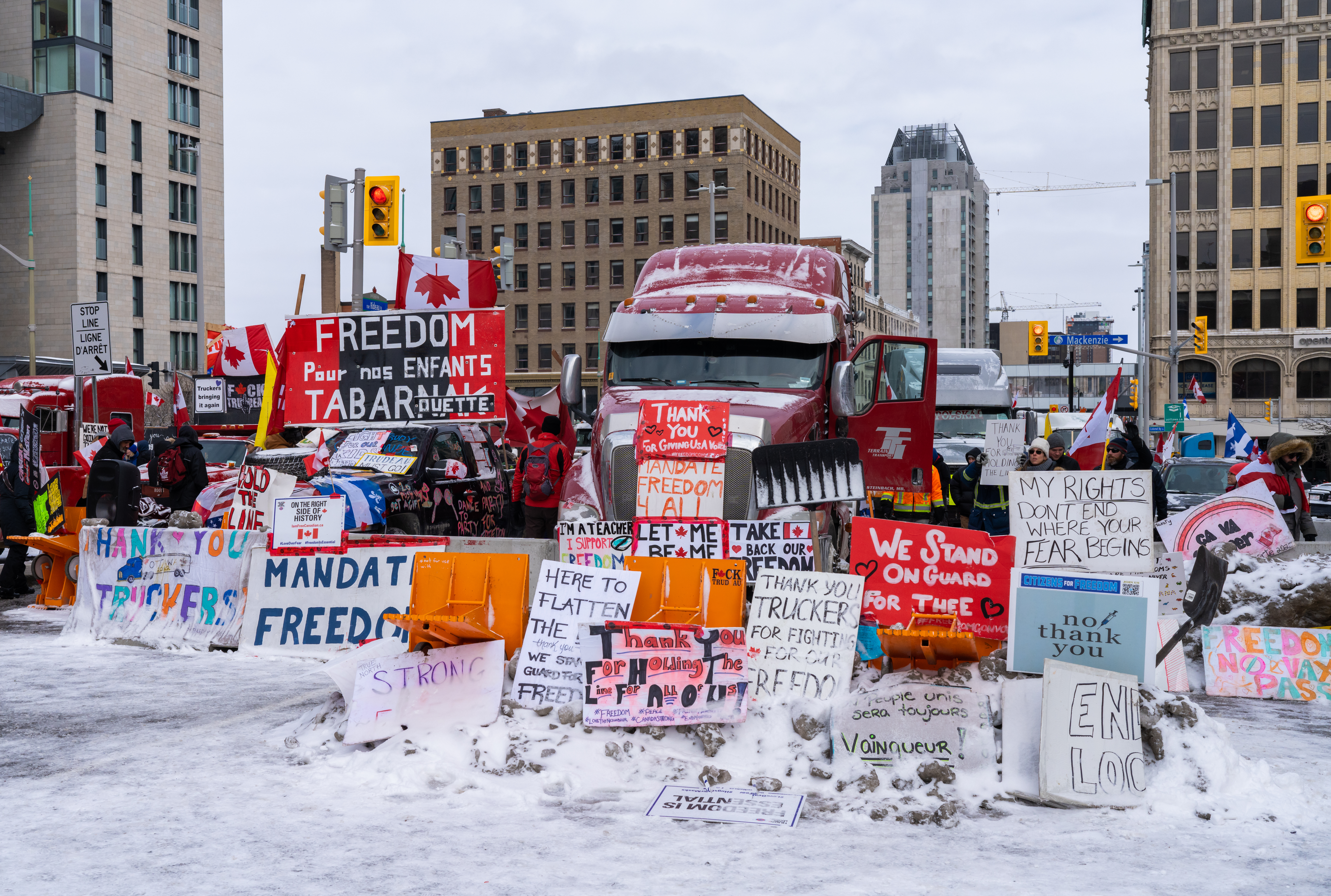
Camiones aparcados en las protestas de Ottawa

El fin de semana siguiente, volvió a aumentar el número de participantes. El 6 de febrero, Peter Sloly afirmó que había "al menos 5.000 manifestantes y 1.000 vehículos en el centro", y que la policía estaba endureciendo el perímetro. Ese mismo día, el alcalde de Ottawa Jim Watson declaró el estado de emergencia en la ciudad. y las autoridades comenzaron a tomar acciones contra los manifestantes. La policía local anunció que "cualquier persona intentando proporcionar asistencia material o combustible a los manifestantes podría ser objeto de arresto". Por la tarde, fuentes policiales confirmaron en un comunicado oficial que llevaron a cabo 7 arrestos y 100 multas relacionadas con las protestas, y que "múltiples vehículos y combustible habían sido confiscados". En respuesta a esto, los manifestantes comenzaron a protestar llevando bidones vacíos de gasolina por la calle.

### Frontera con Estados Unidos
Los camioneros organizaron protestas y bloqueos en algunos de los principales pasos de la frontera entre Canadá y Estados Unidos. El principal de ellos se produjo en Coutts, en la frontera de Alberta y Montana, una de las vías de entrada al país más concurridas al Oeste de los Grandes Lagos. Allí, las manifestaciones comenzaron el 29 de enero, quedando el tráfico cortado. El 3 de febrero se restableció momentáneamente parte de la circulación, aunque las protestas se mantuvieron y el bloqueo continuó durante las semanas siguientes.
Otro convoy de camioneros y manifestantes protestó en la frontera de Manitoba y Dakota del Norte en Emerson, ralentizando el paso de vehículos. Allí, la protesta comenzó el 29 de enero, atenuándose el 1 de febrero por una tormenta invernal y reanudándose el día 2.
El 29 de enero y 5 de febrero se produjeron manifestaciones en Okanagan, con un convoy de vehículos desplazándose de Vernon a Osoyoos, en la frontera de Washington y la Columbia Británica. También hubo protestas en Kelowna, situada en el trayecto de los vehículos y principal ciudad de la región; así como en otras carreteras de paso del convoy. No se produjeron incidentes.
El 5 de febrero, se iniciaron una serie de protestas en el paso fronterizo de Pacific Highway, entre Blaine (Washington) y Surrey (Columbia Británica). El 12 de febrero, un convoy procedente de Chilliwack se unió a la manifestación, que convocó a miles de personas.
El 6 de febrero, en la frontera de Ontario y Míchigan, los manifestantes iniciaron un bloqueo en el Puente Ambassador, entre Windsor y Detroit, el puente de mayor tráfico de mercancías de América del Norte. Ese mismo día, también en la frontera de Ontario y Míchigan, otro convoy se desplazó en dirección a Sarnia, ralentizando el tráfico y provocando el cierre de parte de la Autopista 402 por la Policía Provincial de Ontario.
El 12 de febrero, un convoy marchó en dirección a la frontera de Ontario y Nueva York con el objetivo de manifestarse en el Peace Bridge, puente fronterizo entre las ciudades de Fort Erie y Buffalo. La policía se desplegó limitando el paso de vehículos en la autopista Queen Elizabeth Way para evitar el bloqueo del puente. Ese mismo día y también en la frontera de Ontario y Nueva York, un convoy de tractores ralentizó el tráfico en la ciudad fronteriza de Cornwall.
Estos bloqueos tuvieron un impacto económico significativo, incluyendo la detención de envíos de las granjas de Alberta y la interrupción de las industrias de fabricación de automóviles en Ontario y Míchigan.
Entre el 12 y el 16 de febrero, los manifestantes abandonaron todos los bloqueos fronterizos ante la escalada por parte de las autoridades.

### En otras ciudades
De forma paralela a los movimientos del convoy y las primeras protestas de Ottawa, se produjeron manifestaciones en otras ciudades del país como Vancouver, Calgary, Toronto, Abbotsford, Edmonton o Victoria.
A la semana siguiente, las protestas continuaron. El 4 de febrero, camiones y otros vehículos se reunieron en Winnipeg ante el Edificio Legislativo de Manitoba. Allí, un hombre condujo a través de un grupo de manifestantes, atropellando e hiriendo a 4 de ellos, antes de huir del lugar y ser detenido. La policía comunicó que el resto de las protestas habían "transcurrido de forma pacífica" sin ningún otro incidente; y que los organizadores y manifestantes se habían mostrado "muy colaboradores". Posteriormente se comprobó que el hombre estaba vinculado al movimiento de izquierda radical Antifa.
El 5 de febrero, un convoy de camiones y tractores llegó a Toronto, donde miles de personas se manifestaron en contra de los mandatos de vacunación y los confinamientos. Ese mismo día, otras miles de personas se manifestaron en Quebec ante la Asamblea Nacional de la provincia, muchos de ellos con camiones o coches. También hubo protestas significativas en varias ciudades de la Columbia Británica, como Vancouver y Victoria, similares a las de la semana anterior.
El 6 de febrero, cientos de camiones y coches atravesaron el centro de Halifax, Nueva Escocia. El jefe de la policía local John MacLeod aseguró que la protesta había sido pacífica, sin incidentes a reportar.

## Aplicación del "Emergencies Act"
El "Emergencies Act" ("Ley de emergencias") es un estatuto que autoriza al gobierno a tomar medidas extraordinarias, de manera temporal, para hacer frente a emergencias de protección civil, orden público, internacionales o de guerra. Fue aprobado en 1988 por el parlamento canadiense en sustitución del anterior "War Measures Act" ("Ley de medidas de guerra").  El 14 de febrero, el gobierno de Trudeau invocó el estatuto por primera vez en la historia del país.
Esto fue condenado por la Asociación Canadiense de Libertades Civiles, que consideró que "no se daban los requisitos necesarios" para aplicar el estatuto. Expresaron su posición en un comunicado al respecto: "Esta ley especifica un umbral alto y claro para su aplicación, por buenos motivos: el acta permite al gobierno sortear los procesos democráticos ordinarios. Este umbral no se ha cumplido.[...] El acta está para abordar amenazas extremas al país, no para proteger la economía." También anunciaron que recurrirían la medida en los tribunales. La Fundación Canadiense de la Constitución también anunció medidas legales contra la aplicación del estatuto; así como el premier de Alberta Jason Kenney, quien informó que solicitaría la suspensión de la medida en los tribunales.
El 14 de febrero, la ministra de finanzas Chrystia Freeland anunció que los bancos e instituciones financieras deberán congelar las cuentas bancarias de las personas vinculadas a las protestas, sin necesidad de una orden judicial; y anunció la ampliación de las leyes contra la financiación terrorista de manera permanente. A lo largo de la semana, los bancos comenzaron a bloquear las cuentas de los manifestantes, basándose en las informaciones de la Policía Montada de Canadá. Las autoridades identificaron a personas vinculadas a las protestas, compartiendo las listas y nombres con los bancos. El 17 de febrero, Chrystia Freeland confirmó las medidas en una rueda de prensa, asegurando que los camioneros manifestándose "perderán su seguro y tendrán sus cuentas corporativas suspendidas".
El 17 de febrero, la policía de Ottawa estableció una zona de exclusión en el centro de la ciudad, fijando varios puestos de control y llevando a cabo arrestos por incumplirla. También avisó de que la exclusión incluía a los medios de comunicación, y que aquellos periodistas que se encontrasen en la zona también podrían ser objeto de arresto. El 20 de febrero, la policía había levantado vallas metálicas, barreras de hormigón y aparcado coches de policía para limitar el acceso a la zona de exclusión.
El 18 de febrero, las autoridades iniciaron una operación a gran escala contra los manifestantes, arrestando a más de 100 personas y remolcando vehículos. Policías montados a caballo pasaron por encima de un grupo de manifestantes, pisando e hiriendo a una mujer indígena con problemas de movilidad. También se utilizaron granadas aturdidoras y gas pimienta contra los manifestantes.
Los organizadores del convoy Tamara Lich, Chris Barber y Pat King fueron arrestados. Las autoridades anunciaron la suspensión del derecho de reunión y asociación, y la prohibición de entrar en determinadas zonas de la capital a los manifestantes. La policía de Ottawa anunció que los periodistas presentes en la zona también podrían ser sujeto de arresto.
La Asociación de Ayuda a la Infancia de Ottawa advirtió a los padres participando en las protestas que "tuviesen previsto opciones de cuidado alternativas para sus hijos", ante el riesgo de que "puedan verse imposibilitados de cuidarlos tras las acciones policiales". Por otro lado, las autoridades advirtieron que podrían retirar sus mascotas, incluso de forma permanente, a los dueños que fuesen arrestados o que no pudiesen cuidar de ellas, con la posibilidad de eutanasia.
El 18 de febrero tenía previsto celebrarse un debate parlamentario sobre la aplicación de la medida. El gobierno de Trudeau suspendió el debate, argumentando "circunstancias excepcionales" por el inicio de las acciones policiales contra los manifestantes.
El 19 de febrero, la periodista de Rebel News Alexa Lavoie resultó herida al ser golpeada con una porra y recibir un disparo de gas lacrimógeno a corta distancia.
El 20 de febrero, la policía comunicó que había remolcado 79 vehículos hasta el momento. El alcalde de Ottawa Jim Watson aseguró que "tenemos la capacidad de confiscar los vehículos remolcados y venderlos". Afirmó al respecto: "Quiero verlos vendidos. No quiero devolvérselos a estas personas que han estado causando frustración en nuestra comunidad". Ese mismo día, la policía tomó acciones contra una cafetería que había estado dando servicio a los camioneros las semanas anteriores.
Tras el desalojo de Ottawa, las autoridades advirtieron que "trabajaremos activamente para identificar a los participantes en las protestas, y aplicarles sanciones económicas y cargos criminales", incluyendo a los que habían vuelto a casa en algún punto de la protesta.
El 20 de febrero, se filtraron conversaciones de WhatsApp de la Policía Montada de Canadá, en las que celebraban los incidentes violentos contra los manifestantes; y alababan la actuación de la policía a caballo pisando a una mujer indígena dos días antes, comentando "¡Tenemos que practicar esa maniobra!".

## A nivel internacional
El movimiento ha inspirado otras manifestaciones a nivel internacional. Se han creado grupos de Telegram y Facebook en al menos 34 países; incluyendo Estados Unidos, Australia, Nueva Zelanda, Argentina y diversos países de la Unión Europea como Francia, Holanda, Alemania, Finlandia, Austria o Chipre, donde en algunos de los cuales se han organizado protestas inspiradas en el convoy.
El 28 de enero, un convoy de camioneros y agricultores protestó en Schwerin (Alemania) en contra de los mandatos. Dos días más tarde, un convoy de camiones, tractores y automóviles se formó en Leeuwarden (Holanda) para protestar contra las medidas de confinamiento. En Australia, conductores de Nueva Gales del Sur, Queensland, Victoria y Australia Occidental llegaron a Canberra el 31 de enero y comenzaron una serie de protestas en rechazo a los mandatos de vacunación.
El 4 de febrero, vehículos procedentes de distintas partes de Finlandia se sumaron a una manifestación en el Kansalaistori, Helsinki. Otro convoy en Europa tiene previsto llegar a Bruselas a partir del 7 de febrero.
El 6 de febrero, en Nueva Zelanda, partieron dos convoyes desde los extremos del país, en dirección a Wellington: en la Isla Norte, desde Cabo Reinga y pasando por Auckland; en la Isla Sur, desde Bluff y atravesando Dunedin y Christchurch, en un convoy de hasta 17 km de longitud. Algunos manifestantes a pie dieron su apoyo en los márgenes de las carreteras de la ruta de paso del convoy. Unos 1000 vehículos llegaron al parlamento el 8 de febrero, donde se convocaron una serie de manifestaciones.
El 6 de febrero, un convoy de camioneros se manifestó en Anchorage (Alaska) en apoyo de las protestas canadienses. También se produjeron manifestaciones similares en Juneau y Fairbanks a principios de mes.
El 9 de febrero, un convoy de vehículos partió de Niza, en Francia, en dirección a París y con intención de continuar hasta Bruselas. Otros grupos partieron de varias ciudades, recorriendo el país a través de cinco rutas. En respuesta, la policía parisina anunció al día siguiente que los manifestantes tendrían prohibido entrar a la capital entre los días 11 y 14 de febrero, argumentando "riesgos de desorden público". También comunicó que los conductores que incumpliesen la orden de no protestar dentro de París se enfrentarían a 2 años de cárcel, multa de 4.500 euros y la retirada del permiso de conducir. Ese mismo día, el alcalde de Bruselas dijo que la ciudad había tomado la decisión de prohibir la entrada del convoy, y que "estaban poniendo recursos para prevenir el bloqueo de la Región de Bruselas".
El 12 de febrero, en París, manifestantes bloquearon temporalmente partes de los Campos Elíseos, interrumpiendo el tráfico en la calle más reconocible de la capital y marcando la primera gran protesta en Europa del movimiento.
En Viena, Austria, manifestantes procedentes de distintas zonales del país recorrieron la capital, formando una caravana de unos 3.000 vehículos y con grupos de personas a pie apoyando el convoy. La policía local ordenó la prohibición del convoy, argumentando ruido y contaminación, pero la protesta continuó adelante.
En el Reino Unido, un convoy recorrió el país desde Escocia hasta Londres en solidaridad con los camioneros canadienses, parando en varias ciudades del país por el camino. También se organizaron otros convoyes en Gales y otras partes de Inglaterra.
El 14 de febrero, cientos de vehículos recorrieron la autopista entre Tel Aviv y Jerusalén, en Israel, en protesta por los mandatos y restricciones sanitarias. Manifestantes a pie se reunieron sobre los pasos elevados en las autovías en apoyo del convoy. La protesta, con miles de personas, ralentizó el tráfico y provocó problemas de circulación en la capital. Algunos manifestantes llevaron banderas de Canadá, además de las israelíes, en solidaridad con los camioneros canadienses.

## Reacciones y consecuencias
Las protestas suscitaron diversas reacciones. El primer ministro Justin Trudeau decidió confinarse el 27 de enero tras afirmar haber estado en contacto con el COVID, antes de abandonar la capital y ser llevado a un lugar secreto por motivos de seguridad. Allí expresó su rechazo, diciendo que eran una "pequeña minoría marginal" con "opiniones inaceptables" en una rueda de prensa el 27 de enero. El 1 de febrero, condenó lo que consideró que había sido "una demostración de antisemitismo, islamofobia, racismo, homofobia y transfobia en los últimos días". Por el contrario, el empresario Elon Musk apoyó por redes sociales a los camioneros, diciendo que "los camioneros canadienses son los mejores" y que "parece que la llamada 'minoría marginal' es en realidad el gobierno". También expresaron su apoyo a las protestas el intelectual y psicólogo clínico Jordan Peterson y el cómico y presentador de podcast Joe Rogan.
El 2 de febrero, el conservador y líder de la oposición Erin O'Toole fue destituido por los diputados de su propio partido. En un inicio, O'Toole no había apoyado las protestas; aunque más adelante reivindicó "su derecho a ser escuchados", sin dar su apoyo explícito. En torno a un tercio de los parlamentarios del CPC firmaron una carta pidiendo un voto de revisión de liderazgo, el cual perdió con 45 votos a su favor y 73 en contra. Mediante esta votación, fue apartado de su cargo. Algunos de sus compañeros de partido citaron sus políticas respecto a las manifestaciones como una de las razones para su destitución. El conservador Pierre Poilievre, simpatizante de las protestas, anunció que presentaría su candidatura al liderazgo del partido.
El 11 de febrero, Justin Trudeau declaró en una rueda de prensa que aquellos que se sumasen a la protesta "están incumpliendo las leyes", y que las consecuencias "se están volviendo más y más severas". Se dirigió a los manifestantes, diciendo que no querrían "perder la licencia de conducir, o acabar con un registro criminal que tendrá un impacto en tu trabajo, tu modo de vida e incluso tu posibilidad de viajar internacionalmente, incluyendo a los Estado Unidos".
El 15 de febrero, el jefe de la Policía de Ottawa Peter Sloly presentó su dimisión.

### A nivel provincial
Durante el transcurso de las protestas, varios de los gobiernos provinciales anunciaron el fin o la relajación de las restricciones sanitarias y mandatos de vacunación. El gobierno de Saskatchewan declaró el fin de las restricciones a lo largo del mes de febrero, y los gobiernos de Alberta, Manitoba, Quebec, Ontario e Isla del Príncipe Eduardo tomaron o anunciaron medidas similares para los próximos meses.
El presidente de Saskatchewan, Scott Moe, anunció el 31 de enero en una rueda de prensa que "estaban escuchado a la gente", quienes "querían la vuelta a la normalidad"; y que "estaban mirando cómo hacerlo en las próximas semanas". Está previsto que el 28 de febrero finalicen las restricciones en la provincia, incluyendo el uso de mascarilla, mandatos y pasaporte sanitario. Por otro lado, el 1 de febrero el gobierno de Quebec  afirmó que renunciaría a aplicar las sanciones económicas a los no vacunados que tenía previstas, con el fin de proteger la "cohesión social" en la provincia. También anunció que relajaría las restricciones en gimnasios, spas y centros deportivos y artísticos.
El 3 de febrero, el premier de Alberta Jason Kenney anunció que su gobierno se reuniría a principios de la semana siguiente para anunciar un plan de eliminación de todas las restricciones sanitarias, comenzando con el Programa de Exención de Restricciones (el nombre dado al pasaporte de vacunación). Algunos camioneros afirmaron haber estado en negociaciones privadas no oficiales con el gobierno de Alberta, para eliminar el Programa de Exención de Restricciones a cambio de levantar el bloqueo de la frontera con EE. UU. en Coutts. También el 3 de febrero, en Ontario, el Oficial Médico Superior de Salud Kieran Moore aseguró que tenían que "reconsiderar el valor de los pasaportes sanitarios en las próximas semanas"
El 8 de febrero, varias provincias anunciaron la relajación de las restricciones sanitarias. En Saskatchewan, el premier Scott Moe declaró que eliminaría todos los mandatos y requisitos de vacunación a partir del 14 de febrero, y la obligatoriedad del uso de mascarillas a finales de mes. En Manitoba, el gobierno provincial anunció una relajación ligera de las restricciones, como la ampliación de las reuniones privadas; y la premier Heather Stefanson comunicó que "en primavera esperaban estar en una posición de relajar casi todas las restricciones y pasar a las recomendaciones". En la Isla del Príncipe Eduardo, el gobierno provincial de Dennis King declaró sus planes de eliminar la mayor parte de las restricciones a primeros de abril.
El premier de Quebec François Legault anunció el fin de la mayor parte de las restricciones para el 14 de marzo, asegurando que "estaban tomando un riesgo calculado de aprender a vivir con el virus". También expresó que el motivo de levantar las restricciones no estaba relacionado con las protestas; y que mantendría la obligatoriedad de la mascarilla en interiores y el pasaporte de vacunación hasta esa fecha, con la intención de revisarlo para entonces. El Ministro de Salud de la provincia Christian Dubé aseveró que no tenían intención de eliminar esas dos medidas, y que "continuarían siendo una herramienta en el futuro".

## Polémicas
El 2 de febrero, GoFundMe, la plataforma utilizada para recaudar dinero para la protesta, suspendió la donación y distribución de los fondos. De los 10 millones de dólares canadienses recaudados, sólo habían sido repartidos en torno a 1 millón. El 3 de febrero, el Comité de Seguridad Pública y Seguridad Nacional votó invitar a declarar a la compañía en la Cámara de los Comunes por su papel en la protesta. Al día siguiente, GoFundMe anunció en un comunicado que "no iba a seguir distribuyendo fondos a los organizadores del convoy". El motivo argumentado fue que las manifestaciones habían violado los términos de servicio, al "convertirse en una ocupación, con reportes de violencia y acoso". La policía de Ottawa había pedido a la compañía que "dejase de proveer fondos a los organizadores de la protesta". El 5 de febrero, la plataforma declaró que el dinero retenido "sería devuelto a los donantes automáticamente en un plazo de entre 7 y 10 días".
Los organizadores del convoy trasladaron la financiación a la plataforma GiveSendGo. Mediante una petición del gobierno provincial de Ontario, un tribunal ordenó congelar el acceso a los fondos en la nueva plataforma, tras haber recaudado unos 9 millones de dólares. GiveSendGo respondió comunicando que no seguiría las órdenes y que entregaría el dinero directamente a los organizadores, asegurando que "Canadá no tiene ninguna jurisdicción sobre cómo gestionamos los fondos en la compañía", basada en Delaware.
Los días 13 y 15 de febrero, se filtraron listas con datos confidenciales e información de personas que habían donado al convoy, tras una serie de ataques informáticos a GiveSendGo, la nueva plataforma utilizada para recaudar fondos. La información filtrada incluía nombres, direcciones de correo electrónico y ubicación de casi 100.000 donantes. Una empleada del gobierno de Ontario, Marion Isabeau-Ringuette, fue despedida tras haber donado 100 dólares al convoy el 5 de febrero.
El 8 de febrero, Twitter censuró la cuenta de los representantes del convoy.